# ژان-بتیست-ادوار ژلینو
ژان-بَـتیست-اِدوآر-ژلینو (فرانسوی: Jean-Baptiste-Édouard Gélineau‎؛ ۲۳ دسامبر ۱۸۲۸ – ۲ مارس ۱۹۰۶) یک پزشک اهل فرانسه بود.
وی برای نخستین بار واژهٔ «نارکولپسی» (فرانسوی: narcolepsie‎) را در سال ۱۸۸۰ میلادی ابداع کرد. و علائم بیماری حملهٔ خواب را نیز شرح داد.
او در سال ۱۸۷۱ میلادی دارویی به نام «قرص دکتر ژِلینو» ارائه کرد که درمانی برای صرع محسوب می‌شد و حاوی برومید و آرسنیک بود.
وی همچنین برندهٔ جوایزی همچون مدال لژیون دونور شده‌است.